# آیکوت کایاجیک
آیکوت کایاجیک (انگلیسی: Aykut Kayacık؛ زادهٔ ۱۹۶۲ (۶۲–۶۳ سال)) بازیگر، بازیگر سینما، بازیگر تلویزیون، و کارگردان اهل آلمان است.